# Manoscritto di Bakhshali

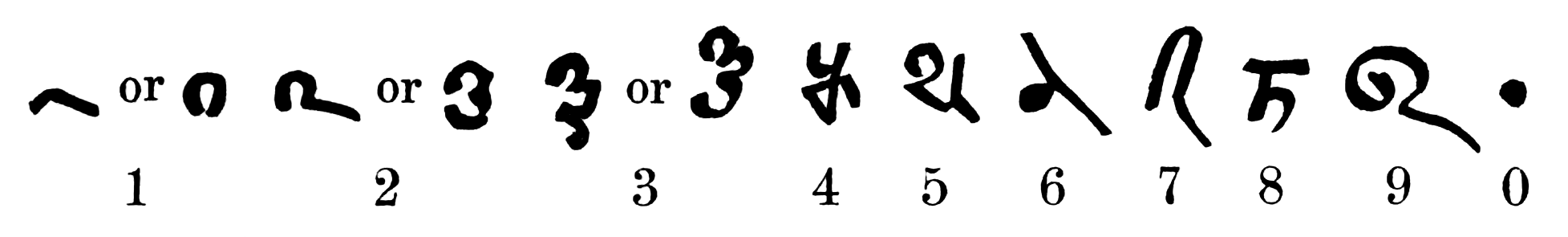
Segni numerici usati nel manoscritto di Bakhshali

Il manoscritto di Bakhshali è un manoscritto di matematica, scritto su corteccia di betulla, trovato nei pressi del villaggio di Bakhshali (vicino Mardan nell'attuale Pakistan) nel 1881. Esso è importante in quanto "il più antico manoscritto di matematica dell'India." Alcuni dati risalgono al 224-383 ed è la prima evidenza nota dell'uso del simbolo zero in India.

## Scoperta
Il manoscritto venne scoperto da un contadino nel 1881 nel villaggio di Bakhshali, vicino Mardan, ora in Pakistan. Le prime ricerche sul manoscritto vennero realizzate da A. F. R. Hoernlé. Dopo la morte di Hoernlé, venne esaminato da G. R. Kaye, che lo pubblicò, con un commento, nel 1927.
Il manoscritto è incompleto ed è costituito da sette foglie di betulla,
il cui ordine non è noto.
Si trova nella Biblioteca Bodleiana dell'Università di Oxford (MS. Sansk. d. 14) e si dice essere troppo fragile per essere esaminato dagli studiosi.

## Contenuto
Il manoscritto è un compendio di regole e di esempi illustrativi. Ogni esempio viene indicato come un problema la cui soluzione è descritta e viene verificato che il problema sia stato risolto. I problemi del campione sono in prosa associati ai calcoli. Essi riguardano aritmetica, algebra e geometria, comprese misurazioni. Esso copre esempi di frazioni, radici quadrate, progressioni aritmetiche e geometriche, soluzioni di semplici equazioni, sistemi di equazioni lineari, equazioni quadratiche ed equazioni indeterminate di secondo grado.
Il manoscritto presenta una scrittura in precoce Śāradā, che è stato prevalentemente utilizzato dall'VIII al XII secolo, nella parte nordoccidentale dell'India, come Kashmir e nelle regioni limitrofe.
La lingua è il dialetto Gāthā (che è una combinazione delle antiche lingue indiane sanscrito e pracrito).
Un colophon su una delle sezioni attesta che fu scritto da un brahmino identificato come "il figlio di Chajaka", un "re dei calcolatori," per l'uso da parte di Hasika figlio di Vasiṣṭha.  IL brahmino potrebbe essere stato l'autore del commentario o lo scriba del manoscritto. Vicino al colophon appare il lemma incompleto rtikāvati, che è stato interpretato come un luogo di Mārtikāvata menzionata da Varāhamihira come locata nel nord-ovest dell'India (assieme a Takṣaśilā, Gandhāra etc.), dove il manoscritto potrebbe essere stato realizzato.

## Matematica
Il manoscritto è un compendio di regole ed esercizi di matematica (in versi), con commenti in prosa degli stessi. In genere, viene fornita una regola, con uno o più esempi, in cui ogni esempio viene seguito da un'istruzione (nyāsa / sthāpanā) dell'esempio. passo dopo passo mentre lo cita, e infine una verifica per confermare che la soluzione soddisfi il problema. Si tratta di uno stile simile al commento del Bhāskara I sul capitolo gaṇita (matematica) di Āryabhaṭīya, compresa l'enfasi sulle verifiche diventate obsolete negli ultimi lavori.
Le regole sono algoritmi e tecniche per una varietà di problemi, come i sistemi di equazioni lineari, delle equazioni di secondo grado, di progressioni aritmetiche e serie aritmetico-geometriche, radici quadrate approssimate, trattare con numeri negativi (profitto e perdita), la misura della finezza dell'oro, ecc.

## Date
Nel 2017, tre parti del manoscritto sono state esaminate con il metodo del carbonio-14 giungendo alla scoperta che provenivano da epoche diverse: dal 224-383, 680-779, e 885-993. Non è noto come frammenti di secoli diversi possano essere stati collazionati insieme.
Prima di questa scoperta, la maggior parte degli studiosi erano d'accordo nel sostenere che il manoscritto fosse una copia di un testo più antico, la cui data era stimata sulla base del contenuto. Hoernle pensava che il manoscritto fosse del IX secolo, ma che l'originale fosse del III o IV secolo mentre G. R. Kaye, nel 1927, pensava che l'opera fosse stata scritta nel XII secolo, ma questo è stato confutato recentemente da G. G. Joseph che ha scritto: "È particolarmente strano che Kaye sia ancora citato come autorità sulla matematica indiana".
Gli studiosi indiani gli assegnarono una data precedente. Datta lo datò ai "primi secoli dell'era cristiana." Channabasappa lo datò al 200-400, rilevando che usa terminologia matematica diversa da quella di Āryabhaṭīya. Hayashi disse che non era posteriore al VII secolo.

## Numeri e zero
Il manoscritto Bakshali utilizza dei valori numerali da 1 a 9 utilizzando un punto per indicare lo zero.
Il simbolo dello zero viene chiamato shunya-bindu (letteralmente, il punto del nulla). Riferimenti al concetto del nulla si trovano nel Vasavadatta di Subandhu, datato tra il 385 e il 465 dallo studioso Maan Singh.
Prima della scoperta del 2017, la prima indicazione dello zero risaliva al IX secolo ed è presente sulle mura del tempio del Forte di Gwalior a Gwalior, Madhya Pradesh, ritenuto il più antico uso indiano del simbolo dello zero.